# Marc Edwards (Fernsehmoderator)
Marc Edwards (* 11. November 1980 in Paris, Frankreich) ist ein walisischer und chinesischer Fernsehmoderator von China Central Television und France 24. Er präsentiert derzeit Travelogue auf CCTV Documentary (CCTV-9) und CCTV-News. Auch war er der männliche Stadionsprecher in Französisch und Englisch für die Eröffnungs- und Schlussfeier der Olympischen Sommerspiele in London im Jahr 2012.

## Leben
Edwards wurde am 11. November 1980 in Paris als Sohn eines walisischen Vaters und einer malaysisch-chinesischen Mutter geboren und spricht fließend Französisch, Mandarin und Englisch. Er lebte die ersten sieben Jahre seines Lebens in Paris, vor dem Besuch der Prestfelde School in Shrewsbury und dann des Radley Colleges in Oxfordshire, England. Er studierte moderne Sprachen und Wirtschaft an der Durham University und arbeitete in London und Paris, bevor er nach China ging. Während des Studiums für einen Abschluss in Wirtschaft, Italienisch und Französisch moderierte er seine eigene Show auf dem Uni-Radiosender Purple FM.
Edwards wurde 2007 von China Central Televisions (CCTV) englischsprachigem Kanal CCTV News eingestellt, wo er das Reisemagazin Travelogue moderiert.
Seine erste Sendereihe war eine dreiteilige Serie in Zusammenarbeit mit National Geographic Traveler Magazin Trends. Hier reiste er mit dem Auto entlang des sagenumwobenen Tea and Horse Trails von Lijiang in Yunnan nach Lhasa in Tibet. Folge 2 der Serie gewann den Preis für den besten Dokumentarfilm bei den jährlichen CCTV Awards 2008.
Er moderierte Travelogues „Being Beijing“-Serie und Mini-Serien, die für die Olympischen Spiele in Peking im Jahr 2008 warben und damals ausgestrahlt wurden. Sehenswürdigkeiten, Essen und Trinken sowie die Vorbereitungen auf diese Veranstaltung standen im Vordergrund.
Im Jahr 2009 präsentierte Edwards CCTVs erste jemals in Taiwan gedrehte Reisesendung überhaupt, wozu er die Insel drei Wochen lang bereiste. Die fünfteilige Serie war das erste große Reisemagazin, das jemals in Zusammenarbeit zwischen der Volksrepublik China und Taiwan gedreht wurde.
Im Jahr 2010 wurde er ausgewählt, die Travelogue-Reihe „Shanghai, Shanghai“ zu moderieren, die zeigen sollte, was es in der Stadt für Sehenswürdigkeiten gibt, um die Teilnehmer der World Expo in Shanghai einzustimmen. In der Serie erstellte er auch einen zwei Teile umfassenden Leitfaden für das Unterhaltungsprogramm der Veranstaltung. Die Serie wurde während der gesamten Expo 2010 ausgestrahlt.
2010 präsentierte Edwards auch die Miss World Bikini Finals für CCTV News. Der Wettbewerb findet jährlich in Beihai statt. Die Episode von Travelogue stellt einen Leitfaden zu diesem Badeort dar.
Edwards präsentiert die Technology Show, Tech 24, auf Frankreichs internationalem Nachrichtensender France 24.
Marc Edwards war Stadionsprecher in Englisch und Französisch für die Eröffnungsfeier der Olympischen Spiele in London 2012 von Danny Boyle. Er war auch Stadionsprecher bei der Abschlussfeier der Olympischen Spiele in London 2012.

## Bekannt durch
- Travelogue-Serien über Taiwan, Peking, Shanghai und den Tea and Horse Trail
- Stadionsprecher bei der Eröffnungs- und Abschlussfeier der Olympischen Spiele in London 2012
- Stadionsprecher bei der Eröffnungs- und Abschlussfeier der Paralympischen Spiele in London 2012
- Olympia-Moderator bei den Wettkämpfen im Fechten der Olympischen Spiele in London 2012